# Enrico I di Brunswick-Lüneburg
Enrico I di Brunswick-Lüneburg, detto il Bizzarro (in tedesco Wunderliche e in latino Mirabilis) (agosto 1267 – Heldenburg, 7 settembre 1322), fu dal 1279 duca di Brunswick-Lüneburg e dal 1291 principe di Grubenhagen. È considerato il fondatore del ramo di Grubehagen della casata dei Welfen.

## Biografia
Enrico I era figlio del duca di Brunswick-Lüneburg Alberto I. Quando quest'ultimo morì nel 1279, i suoi tre figli dovettero condividere sul ducato di Brunswick-Lüneburg. Dopo una controversia sull'eredità, giunsero a un accordo nel 1290, grazie al quale l'anno successivo Enrico I ricevette il principato di Grubenhagen, formato dagli abitati di Einbeck, Osterode am Harz, Herzberg am Harz e Duderstadt.
Nel 1291 il re dei Romani Rodolfo I d'Asburgo, approfittando dell'annoso conflitto tra il margravio di Meißen Alberto II e i suoi figli, decise revocare la contea palatina di Sassonia ai Wettin e di assegnarla a Enrico I, il quale era un forte sostenitore del sovrano. La posizione di Enrico I, inoltre, era rafforzata dal fatto che aveva sposato Agnese di Meißen, figlia di Alberto II. Tuttavia, Enrico I non riuscì mai a sottrarre il controllo effettivo sulla contea palatina al cognato Federico di Meißen.
Enrico I era un principe popolare e noto e attorno al suo governo su Grubenhagen sorsero molte leggende. Inoltre, è noto per aver avuto un ruolo attivo nella guerra di Herlingsberg. Enrico I guidò molte infruttuose faide, che gli causarono pesanti difficoltà finanziarie. Tuttavia, ciò non gl'impedì di fare donazioni ai monasteri di Pöhlde, di Katlenburg e di Osterode, così come al monastarero di sant'Alessandro di Einbeck.
Quando Rodolfo I d'Asburgo morì, Enrico I fu considerato da alcuni principi come un possibile successore del sovrano asburgico, tuttavia, al suo posto fu eletto re il relativamente sconosciuto Adolfo di Nassau.
Enrico I morì nel 1322 e fu sepolto nel Duomo di Braunschweig.
Alla sua morte i suoi figli si divisero il ducato: Enrico II divenne principe di Grubenhagen, Ernesto divenne principe di Osterode, mentre Guglielmo divenne principe di Herzberg. I possedimenti che erano appartenuti a Enrico I furono riunititi soltanto con il duca Alberto II, figlio di Enrico di Grubenhagen.

## Matrimonio e figli
Enrico I sposò nel 1282 Agnese di Meißen (1264-1322), figlia del margravio di Meißen Alberto II. La coppia ebbe tredici figli:
- Alessina (1282 – ?), che sposò il conte Federico di Beichlingen (... – 1333);
- Ottone (1283 – 1309);
- Alberto (1284 – 1341), comandante della commenda dell'ordine teutonico di Merano;
- Adelaide (1285 – 1320), che sposò il duca Enrico VI di Carinzia (1265 – 1335);
- Agnese (... – 1332), suora del monastero di san Giacomo di Osterode;
- Enrico II (1289 – 1351), che si sposò due volte:

1. Jutta di Brandenburgo, figlia del margravio di Brandeburgo Enrico di Landsberg
2. Alvige di Lusignano (in tedesco Heilwig)

- Adelaide-Irene (1293 – 1324), che sposò l'imperatore romano d'Oriente Andronico III Paleologo (1297 – 1341);
- Ernesto I (1297 – 1361), che sposò Adelaide di Everstein-Polle;
- Matilde (... – 1344), che sposò il conte Giovanni II di Meclemburgo-Werle-Güstrow (... – 1337);
- Riccarda (in tedesco Richardis) (... – 1332), badessa del monastero di san Giacono di Osterode dal 1325 alla sua morte;
- Guglielmo (... – 1360);
- Giovanni (... – 1367), prevosto del monastero di sant'Alessandro di Einbeck.

## Ascendenza
|                                 |                             |                            | Genitori                 |  |  | Nonni |  |  | Bisnonni                |  |  | Trisnonni       |  |
|                                 |                             |                            |                          |  |  |       |  |  | Guglielmo di Winchester |  |  | Enrico il Leone |  |
|                                 |                             |                            |                          |  |  |       |  |  | Guglielmo di Winchester |  |  | Enrico il Leone |  |
|                                 |                             | Matilde d'Inghilterra      |                          |  |  |       |  |  | Guglielmo di Winchester |  |  |                 |  |
| Ottone I di Brunswick-Lüneburg  |                             |                            |                          |  |  |       |  |  | Guglielmo di Winchester |  |  |                 |  |
|                                 |                             | Elena di Danimarca         | Valdemaro I di Danimarca |  |  |       |  |  |                         |  |  |                 |  |
|                                 |                             | Elena di Danimarca         | Valdemaro I di Danimarca |  |  |       |  |  |                         |  |  |                 |  |
|                                 |                             | Elena di Danimarca         | Sofia di Minsk           |  |  |       |  |  |                         |  |  |                 |  |
| Alberto I di Brunswick-Lüneburg |                             | Elena di Danimarca         |                          |  |  |       |  |  |                         |  |  |                 |  |
|                                 |                             | Alberto II di Brandeburgo  | Ottone I di Brandeburgo  |  |  |       |  |  |                         |  |  |                 |  |
|                                 |                             | Alberto II di Brandeburgo  | Ottone I di Brandeburgo  |  |  |       |  |  |                         |  |  |                 |  |
|                                 |                             | Alberto II di Brandeburgo  | Giuditta di Polonia      |  |  |       |  |  |                         |  |  |                 |  |
| Matilda del Brandeburgo         |                             | Alberto II di Brandeburgo  |                          |  |  |       |  |  |                         |  |  |                 |  |
|                                 |                             | Matilda di Lusazia         | Corrado II di Lusazia    |  |  |       |  |  |                         |  |  |                 |  |
|                                 |                             | Matilda di Lusazia         | Corrado II di Lusazia    |  |  |       |  |  |                         |  |  |                 |  |
|                                 |                             | Matilda di Lusazia         | Elzbieta di Polonia      |  |  |       |  |  |                         |  |  |                 |  |
| Enrico I di Brunswick-Lüneburg  |                             | Matilda di Lusazia         |                          |  |  |       |  |  |                         |  |  |                 |  |
|                                 | Guglielmo VI del Monferrato | Bonifacio I del Monferrato |                          |  |  |       |  |  |                         |  |  |                 |  |
|                                 | Guglielmo VI del Monferrato | Bonifacio I del Monferrato |                          |  |  |       |  |  |                         |  |  |                 |  |
|                                 | Guglielmo VI del Monferrato | Elena di Busca             |                          |  |  |       |  |  |                         |  |  |                 |  |
| Bonifacio II degli Aleramici    | Guglielmo VI del Monferrato |                            |                          |  |  |       |  |  |                         |  |  |                 |  |
|                                 |                             | Berta di Clavesana         | Bonifacio di Clavesana   |  |  |       |  |  |                         |  |  |                 |  |
|                                 |                             | Berta di Clavesana         | Bonifacio di Clavesana   |  |  |       |  |  |                         |  |  |                 |  |
|                                 |                             | Berta di Clavesana         | …                        |  |  |       |  |  |                         |  |  |                 |  |
| Alessia del Monferrato          |                             | Berta di Clavesana         |                          |  |  |       |  |  |                         |  |  |                 |  |
|                                 |                             | Amedeo IV di Savoia        | Tommaso I di Savoia      |  |  |       |  |  |                         |  |  |                 |  |
|                                 |                             | Amedeo IV di Savoia        | Tommaso I di Savoia      |  |  |       |  |  |                         |  |  |                 |  |
|                                 |                             | Amedeo IV di Savoia        | Margherita di Ginevra    |  |  |       |  |  |                         |  |  |                 |  |
| Margherita di Savoia            |                             | Amedeo IV di Savoia        |                          |  |  |       |  |  |                         |  |  |                 |  |
|                                 |                             | Margherita di Borgogna     | Ugo III di Borgogna      |  |  |       |  |  |                         |  |  |                 |  |
|                                 |                             | Margherita di Borgogna     | Ugo III di Borgogna      |  |  |       |  |  |                         |  |  |                 |  |
|                                 |                             | Margherita di Borgogna     | Beatrice d'Albon         |  |  |       |  |  |                         |  |  |                 |  |
|                                 |                             | Margherita di Borgogna     |                          |  |  |       |  |  |                         |  |  |                 |  |